# Diecezja San Felipe
Diecezja San Felipe (łac. Dioecesis Sancti Philippi) – diecezja Kościoła rzymskokatolickiego w Chile. Należy do metropolii Santiago de Chile. Została erygowana 18 października 1925 roku.

## Ordynariusze
- Melquisedec del Canto Terán, 1925–1938
- Roberto Benardino Berríos Gaínza OFM, 1938–1957
- Ramón Munita Eyzaguirre, 1957–1963
- José Luis Castro Cabrera, 1963–1965
- Enrique Alvear Urrutia, 1965–1974
- Francisco de Borja Valenzuela Ríos, 1974–1983
- Manuel Camilo Vial Risopatrón, 1983–2001
- Cristián Contreras Molina OdeM, 2002-2018
- Gonzalo Arturo Bravo Salazar (od 2020)